# Joachim Llambi
 (août 2018).
Si vous disposez d'ouvrages ou d'articles de référence ou si vous connaissez des sites web de qualité traitant du thème abordé ici, merci de compléter l'article en donnant les références utiles à sa vérifiabilité et en les liant à la section « Notes et références ».
Joachim Llambi, né le 18 juillet 1964 à Duisbourg, est un danseur, chorégraphe, écrivain, directeur général, réalisateur et animateur de télévision allemand.

## Carrière professionnelle
Joachim Llambi est né en 1964 à Duisbourg, d'une mère allemande et d'un père espagnol. Après avoir terminé ses études secondaires en 1984 au lycée Neudorf de Duisburg, il a commencé un apprentissage comme employé de banque à la Sparkasse Duisburg. À la fin des années 80, il est passé à la Bourse de Düsseldorf en tant que courtier en valeurs mobilières. De 1997 à 2012, il a travaillé comme courtier en valeurs mobilières à la Bourse de Francfort.
À 16 ans, il a suivi son premier cours de danse, sa mère travaillait alors comme secrétaire dans une école de danse. En 1989, il est passé du statut de danseur amateur à celui de danseur professionnel et a participé aux championnats du monde et d'Europe. De 2003 à 2011, il a été représentant des médias de l'Association allemande de la danse sportive professionnelle (DPV), avant d'être de 2012 à 2016, directeur exécutif de la division professionnelle de la DTV (Deutscher Tanzsport-Verband).
Depuis 2006, Llambi est membre du jury de l'émission Let's Dance. En juillet 2011, il était aux côtés d'Andrea Kiewel dans l'équipe locale du spectacle de RTL, il ne peut y avoir qu'un. En plus de Mark Medlock et Sandy Mölling, il était membre du jury de The Singing Company. Avec Mirja Boes, il a animé l'épisode pilote du jeu télévisé Garçons contre filles. Il est également présentateur permanent de cette émission. 
En 2012, il a été arbitre aux côtés de Micky Beisenherz dans une nouvelle édition du jeu-questionnaire The Pyramid. En avril 2014, il a participé à l'émission culinaire Grill the Henssler. 
En septembre 2015, il est devenu membre du jury de l'émission Let's Dance Stepping Out. Le 11 novembre 2015, le Travel Checker, une émission éducative sur les escroqueries du temps des Fêtes, a été lancé. Llambi accueille la nouvelle édition de l'émission Jeopardy! sur RTL Plus depuis septembre 2016.
En 2016, il a doublé dans le film d'animation Ballerina pour le personnage du strict professeur de danse Mérante synchron, probablement une allusion à sa réputation de membre très strict du jury de Let's Dance.
Depuis 2019, il crée et anime l'émission Llambis Tanzduell (de) où il envoie des danseurs à apprendre une danse traditionnelle à travers le monde.

### Vie privée
Llambi a épousé sa partenaire de danse Sylvia Putzmann en 1990, dont il s'est séparé en 2003 lorsqu'il a rencontré son épouse actuelle, Ilona, originaire de la République tchèque. Le couple s'est marié en 2005 et a deux filles, l'une d'elles est issue du premier mariage de sa femme. Depuis son enfance, Llambi est un fan du MSV Duisburg.

## Animation
- Depuis 2006 : Let's Dance : Juge
- Depuis 2015 : Stepping Out (en) (1re saison) : Juge
- Depuis 2016 : Jeopardy! : Animateur
- Depuis 2019 : Llambis Tanzduell (de) : Animateur et réalisateur

## Livres
- 2014  : Das wollte ich Ihnen schon immer mal sagen: Mut zur ehrlichen Kritik (sorti le 28 février 2014)[8]